# 14-я добровольческая пехотная дивизия СС «Галиция» (1-я украинская)

Агитационный плакат 1943 года с призывом вступать в дивизию СС «Галиция»

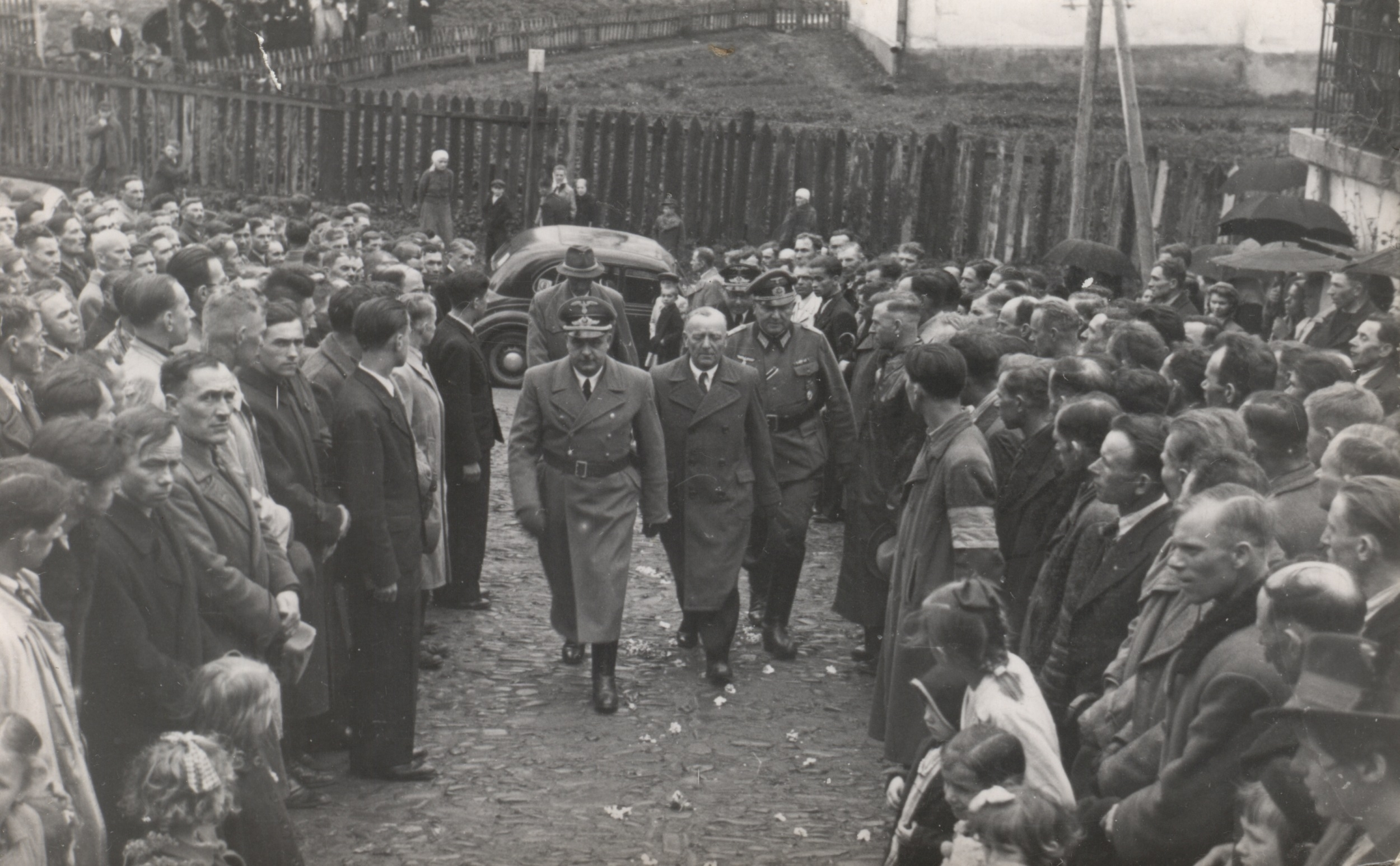
1943 год. Добровольцы дивизии в г. Санок ждут Ганса Франка, входящего в грекокатолическую (униатскую) церковь

14-я доброво́льческая пехо́тная дивизия СС «Гали́ция» (1-я украинская) (нем. 14. Waffen-Grenadier-Division der SS (galizische Nr. 1), укр. 14-та гренадерська дивізія зброї СС «Галичина»); более известна как «Дивизия СС „Галичина́“» — тактическое соединение войск СС нацистской Германии, набранное из украинских добровольцев-коллаборационистов и принимавшее участие во Второй мировой войне в 1943—1945 годах.
В июле 1944 года дивизия была в полном составе задействована в боях под Бродами с наступающими советскими войсками, в ходе которых попала в окружение и была практически полностью уничтожена. Часть военнослужащих дезертировала и влилась в состав УПА. Дивизия была отправлена на переформирование, где личный состав пополнен за счёт запасного полка и новобранцев. В августе—октябре 1944 года дивизия участвовала в успешном подавлении Словацкого национального восстания. В январе 1945 года дивизия отправлена на борьбу с югославскими партизанами, а в марте переброшена на бывшую территорию Австрии, где участвовала в оборонительных боях с РККА, потеряв примерно 1600 человек убитыми и ранеными.
19 апреля 1945 года дивизия формально выведена из состава войск СС и переименована в 1-ю украинскую дивизию в составе формально существовавшей Украинской национальной армии, подчинённой Украинскому национальному комитету, — политическому органу, созданному при поддержке нацистских властей. С учётом надвигающегося поражения Германии и окончания войны это уже не имело практического значения. В начале мая большая часть военнослужащих дивизии сдалась в плен англо-американским войскам. В отличие от участников других коллаборационистских формирований из советских граждан, таких как РОА, военнослужащим «Галичины» удалось избежать выдачи советским властям.
Достоверно неизвестно об участии дивизии в целом в военных преступлениях. Но отдельные её военнослужащие (особенно из 4-го и 5-го полков СС в период до их официального зачисления в состав «Галичины») причастны к преступлениям против мирного населения; войска СС, в состав которых она входила, признаны преступной организацией решением Нюрнбергского трибунала.
23 сентября 2020 года Верховный суд Украины постановил, что символика дивизии СС «Галичина» не связана с нацизмом и поэтому не может быть запрещена в стране. С таким же утверждением выступил Украинский институт национальной памяти, возглавляемый в то время Владимиром Вятровичем.

## Краткое описание
Дивизия набиралась из жителей дистрикта Галиция Генерал-губернаторства. Избыток добровольцев (на 1 июня 1943 года записалось более 80 тысяч) позволил также сформировать 204-й батальон полиции и СД и ряд других подразделений, часть которых была позже использована для воссоздания дивизии после её разгрома под Бродами в июле 1944 года. Подразделения дивизии с осени 1943 года использовались в операциях против партизан на территории Европы. В середине июля 1944 года дивизия первого набора была разгромлена Красной армией в боях под Бродами. В конце сентября 1944 года боеготовые полки дивизии были переброшены на подавление Словацкого восстания, а к середине октября 1944 года дивизия была задействована в Словакии в полном составе. В начале 1945 года дивизия была переброшена на Балканы, где участвовала в операциях против югославских партизан. В середине марта немецкое командование собиралось разоружить дивизию, передав её вооружение формируемому германскому соединению, но быстрое продвижение Красной армии вынудило перебросить её на фронт, где она действовала совместно с 1-м германским кавалерийским корпусом и перед капитуляцией входила в подчинение 4-го танкового корпуса. В последних числах апреля 1945 года дивизия формально была преобразована в 1-ю Украинскую дивизию Украинской национальной армии, хотя на германских картах и документах она всё ещё имела прежнее название и командование войск СС считало её своим соединением. В период с 8 по 11 мая 1945 года части дивизии сдались американским и британским войскам.

## Предыстория появления
С момента создания ОУН в её программных документах чётко прослеживалась ориентация на вооружённые методы борьбы за создание самостоятельного украинского государства. С одной стороны, предусматривалось создание подпольных боевых групп непосредственно на украинских территориях, которые должны были поднять восстание, а с другой — формирование добровольческих подразделений в составе иностранных армий, которые в решающий момент должны были присоединиться к повстанцам и слиться с ними в единую организованную вооружённую силу. В качестве союзника руководство ОУН сделало ставку на вермахт. ОУН(б), возникшая после раскола ОУН в 1940 году, продолжила сотрудничество с абвером. Руководство бандеровского движения рассматривало создание Дружин украинских националистов как мощный фактор в государственном строительстве самостоятельной Украины, основу для создания реальной вооружённой силы, её офицерское ядро.
В 1940 году, после успешного завершения военной кампании Третьего рейха на севере Европы, все украинские эмигрантские организации ожидали скорого начала войны между Германией и СССР и, исходя из этого, представляли командованию вермахта различные проекты создания украинской армии. Немецкие генералы, однако, категорически отвергли идею создания полноценной украинской армии, и руководству ОУН пришлось согласиться на формирование сравнительно немногочисленных подразделений — отряда «Роланд» и батальона «Нахтигаль».
В июне-июле 1941 года руководители ОУН(б) и ОУН(м) предлагали властям Германии создать «вооружённые силы Украинского государства, которые бы вместе с союзной германской армией и её вождём Адольфом Гитлером устанавливали новый порядок в Европе и во всём мире». Но предложение было оставлено германской стороной без внимания, а члены украинских формирований были частично использованы при создании вспомогательных отрядов украинской милиции, охранных формирований полиции и СД и оперативных команд СС на территории Генерал-губернаторства и рейхскомиссариата Украина. С октября 1941 г. по январь 1942 г. до 2000 галицийских украинцев оказались в элитных немецких дивизиях СС «Лейбштандарт», «Рейх», «Мёртвая голова», «Викинг», а также в 1-й моторизованной бригаде СС.
К весне 1942 года советское партизанское движение доставляло всё больше хлопот германской оккупационной администрации. Попытка сформировать Украинскую освободительную армию из военнопленных красноармейцев и командиров РККА из числа украинцев оказалась неудачной — при первой возможности они сами стали партизанами. В то же время сформированный из дружин украинских националистов 201-й батальон полиции и СД, действовавший с апреля 1942 года на территории дистрикта Белоруссия рейхскомиссариата Остланд, проявил себя с положительной стороны. Директива ОКВ № 40 от 18 августа 1942 г., более известная как «антипартизанская директива», уже чётко разрешала существование небольших вооружённых формирований для ведения антипартизанских действий. Неудачи в зимней кампании 1942/43 гг., нехватка собственных людских ресурсов и разрастающаяся по всей Европе партизанская война вновь возрождают идеи 1939−начала 1941 годов об использовании внутреннего «антибольшевистского» потенциала оккупированных территорий. Рейхсминистр оккупированной восточных территорий Альфред Розенберг и часть главнокомандования Вермахта зимой 1942−43 годов активно продвигают идею привлечения славян к борьбе с большевизмом, — «нордические народы» севера и востока Европы уже получили подобную «привилегию» ранее.

### Другие причины
Галицийская дивизия была не первой дивизией войск СС, сформированной вне Германии. Уже в 1940 году для поддержания постоянной численности войск СС требовалось около 18 тыс. добровольцев. Однако по требованию вермахта, войска СС могли получать только 2 % от общего числа германских новобранцев, что составляло около 12 тыс. человек в год. Рейхсфюрер СС Генрих Гиммлер и руководство Войск СС решило компенсировать недостающее количество путём формирования иностранных частей. Формирование иностранных частей было возложено на начальника главного управления СС, обергруппенфюрера Готтлиба Бергера. Первыми иностранцами в войсках СС стали фольксдойче Протектората Богемии и Моравии, которые формально не подлежали призыву в вермахт.

Первые иностранные части войск СС были созданы летом 1940 года после приказа Гитлера о расширении войск СС. Первыми были сформированы полк «Вестланд» из жителей оккупированных стран Бенилюкса и полк «Нордланд» из жителей оккупированных Дании и Норвегии. В декабре 1940 года оба полка были включены в состав 5-й танковой дивизии СС «Викинг».
В Восточной Европе в начале войны зачисление в войска СС ограничивалась фольксдойче: в 1942 году была сформирована первая отдельная часть такого типа — 7-я добровольческая горная дивизия Войск СС «Принц Ойген» из фольксдойче Венгрии, Румынии, Хорватии и Сербии. Однако вскоре в войска СС стали набирать и славян: в 1943 году была сформирована 13-я добровольческая горнопехотная дивизия СС «Ханджар» (1-я хорватская) из боснийских добровольцев. В этом ряду находилась и 14-я галицийская добровольческая пехотная дивизия войск СС, сформированная в 1943 году исключительно из добровольцев.

### Формирование

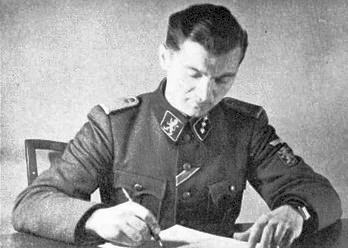
Священник УГКЦ Михаил Левенец во время службы в 14-й добровольческой пехотной дивизии СС «Галиция»

Вывеска призывной комиссии по набору добровольцев в дивизию СС «Галиция», 1943 год

В начале марта 1943 года в газетах дистрикта Галиция публикуется «Манифест к боеспособной молодёжи Галиции» губернатора дистрикта Галиции Отто Вехтера, в котором отмечалась преданная служба «на благо рейха» галицийских украинцев и их неоднократные просьбы к фюреру об участии в вооружённой борьбе, — и фюрер, учитывая все заслуги галицийских украинцев, разрешил формирование Стрелковой дивизии СС «Галиция» (нем. SS-Schützendivision «Galizien») (в ряде источников используется неправильное название «Галицийский легион СС»). Для координации содействия формированию дивизии по договорённости между губернатором дистрикта Галиция и главой Украинского центрального комитета в Кракове, бургомистром Лемберга (Львова) было создано Военное Управление (ВУ) дивизии.
15 апреля состоялось первое заседание ВУ, на котором определена его структура: Владимир Кубийович — председатель, Осип Навроцкий — начальник канцелярии, Михаил Хроновят — призывной отдел, Любомир Макарушка — командный состав, Степан Волынец — отдел пропаганды, Михаил Кушнир — образовательный отдел, Иван Рудницкий — методический отдел, Андрей Палий — референт помощи семьям, Владимир Билозор — медицинский отдел, отец Василий Лаба — «отдел душепастырства», Юрий Крохмалюк — военно-исторический отдел, Зенон Пеленский — отдел по работе с молодёжью.
Спустя некоторое время губернатор дистрикта Отто Вехтер заменяет Кубийовича на галицкого фольксдойче оберста вермахта А. Бизанца, а почётным председателем ВУ назначает бывшего генерала Армии УНР Виктора Иосифовича Курмановича (оба были членами различных украинских военных националистических формирований в 1920-х годах). Начальник канцелярии ВУ Осип Навроцкий стал фактически связующим звеном между ВУ и Украинским центральным комитетом (УЦК).
28 апреля в Лемберге (Львове) в здании администрации дистрикта Галиция прошла торжественная церемония провозглашения акта о создании дивизии, в церемонии приняли участие представители германской оккупационной власти (в том числе, губернатор О. Вехтер), НСДАП, германской армии, духовенства, представители УЦК, председатели Украинских окружных комитетов, ветераны Украинской Галицкой Армии (УГА), представители печати; в качестве почётных гостей был приехавший из Вены генерал УГА Курманович и руководитель внутренних дел Генерал-губернаторства Людвиг Лозакер, представлявший руководителя Генерал-губернаторства Франка. На этой церемонии членам ВУ были торжественно вручены грамоты, подтверждающие их полномочия, что в целом никак не повлияло на формирование чисто германского органа под руководством гауптштурмфюрера CC Шульце по набору в ряды Войск СС — который, по сути, имел больше полномочий, нежели ВУ. Также состоялся парад в честь празднования провозглашения акта о создании дивизии. В ряде городов Галиции в начале мая прошли торжественные собрания, посвящённые созданию дивизии СС «Галичина». По состоянию на 3 июня 1943 года в дивизию записалось 80 060 добровольцев, из которых было принято 53 000, из них 13 тысяч были зачислены сразу. В состав дивизии также разрешалось набирать добровольцев-украинцев из других германских формирований — так, в её состав вошли члены 201-го батальона охранной полиции полиции и СД, отозванного из дистрикта Белоруссия рейхскомиссариата Остланд в начале 1943 года — его командир Евген Побигущий, после обучения, возглавил один из батальонов дивизии.
18 июля в тренировочный лагерь Войск СС в Гейдлягере/Дембице (нем. SS-Truppenübungsplatz Heidelager / Debica) был отправлен набор для формирования 4-8 добровольческих полков Войск СС и 204-го охранного батальона полиции.

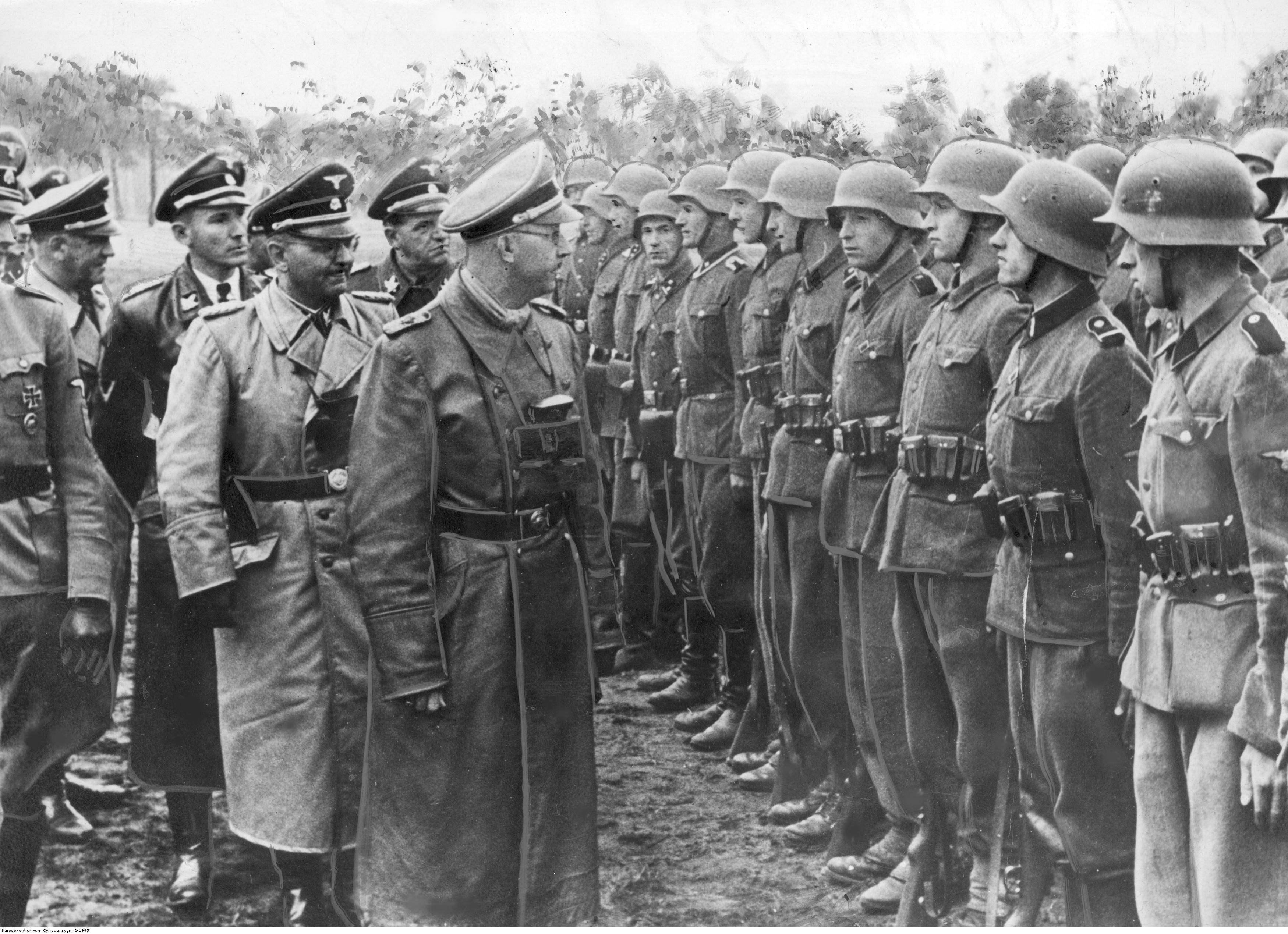
Генрих Гиммлер и генерал-губернатор дистрикта Галиция Отто Вехтер инспектируют солдат 14-й дивизии СС «Галиция», 1943 год

Из-за большого количества добровольцев появились слухи о том, что в будущем будут также созданы корпус СС «Карпаты», дивизия «Бунчужная» и дивизия «Львов». Но дальше слухов никаких шагов в этом направлении предпринято не было.
В среде немецкого политического руководства, однако, были опасения, что украинскую по составу дивизию используют в своих политических целях украинские националисты, что окончится её выходом из подчинения Рейху. Поэтому было принято решение избрать нарукавной эмблемой соединения галицкого льва, который, с точки зрения Отто Вехтера, «принадлежит украинской традиции этого края, но не является символом великоукраинских устремлений». 14 июля 1943 года Генрих Гиммлер издал приказ, запрещавший инструкторам дивизии упоминать «украинскую дивизию или украинскую нацию в связи с дивизией „Галиция“». Против этого решения протестовал Вехтер, однако Гиммлер остался непреклонен (пообещав всё же губернатору не наказывать нарушителей приказа).
30 июля выходит приказ начальника Главного оперативного управления СС о формировании Добровольческой дивизии СС «Галиция» (нем. SS Freiwilligen-Division «Galizien»), в котором указывалась, что язык отдачи приказов немецкий, украинскому языку (в приказе он был назван «галицийским языком») отдавались второстепенные позиции. Вскоре призываются ещё около 13 тысяч добровольцев для прохождения обучения, командный состав украинцев направляется на различные курсы в Германию. Подобно боснийской мусульманской дивизии Войск СС «Ханджар», имевшей в своём составе имамов, дивизия «Галиция» имела в своём составе военных грекокатолических (униатских) капелланов, которыми руководил представитель УГКЦ отец Василь Лаба.

### Обучение

«Галицкие СС-ы идут в бой!» — Плакат дивизии с гербом дивизии СС Галичина и речью Гитлера

Офицеры и унтер-офицеры из дивизии СС «Галичина» проходили обучение в Дахау, в непосредственной близости с концлагерем. Образование было в том числе расистским и антисемитским.
Подавляющее большинство добровольцев второго набора — формировавшего собственно дивизию — происходило из бедных крестьянских семей. Один из штабных офицеров (немцев) в своих воспоминаниях пишет, что дисциплина у добровольцев была далека от немецких понятий — вначале дивизия была больше похожа на толпу, нежели на воинское формирование. Немецкую привычку носить штаны на подтяжках галичане не восприняли и продолжали пользоваться ремнями, которые делали из краденой упряжи. Близость места обучения к Галичине (визиты родичей с горилкой и продуктами в выходные) и фактическое отсутствие казарменного положения ещё больше подрывало дисциплину. Запрет на визиты родных в расположение дивизии добровольцы СС обходили довольно просто — поджидая родных в лесу возле железнодорожной станции. Прибывший 20 ноября 1943 г. оберфюрер СС Фриц Фрейтаг — руководивший до этого 4-й полицейской моторизованной дивизией СС — жёсткими мерами смог в некоторой мере улучшить ситуацию в дивизии, хотя и не в полной мере.
Во время обучения новобранцев также знакомили с нацистской расовой теорией, а главное дивизионное издание — еженедельник Военной управы «К Победе» (укр. До Перемоги) активно пропагандировало антисемитские идеи, в том числе конспирологическую теорию о «жидобольшевизме».
Имея переизбыток рядового состава, дивизия всё своё время существования испытывала нехватку младшего и среднего командного состава. С этой целью был организован ряд курсов для персонала дивизии — как немцев, так и галичан. Переобучение бывших офицеров УНР, ЗУНР и других националистических формирований не дало заметных результатов по ликвидации кадрового дефицита.
Настоящее боевое обучение дивизии началось только весной 1944 года, когда дивизия была отправлена в тренировочный лагерь СС в Нойхаммер (Силезия) (нем. SS-Übungsplatz Neuhammer). В мае того же года её лично проинспектировал Гиммлер, впервые обратившийся к солдатам и офицерам дивизии не как к галичанам, а как к украинцам, призвав их к борьбе с «жидо-большевистскими ордами». 3 июня 1944 г. дивизия всем составом принимает участие в манёврах с боевой стрельбой. По общей номенклатуре войск СС дивизии был присвоен № 14, а трём её пехотным полкам — 29, 30 и 31. Для восполнения будущих боевых потерь формируется учебный полк дивизии.
В конце апреля — начале мая 1944 года в периодической прессе Галиции был опубликован ряд статей, посвящённых годовщине формирования дивизии

### Боевое применение

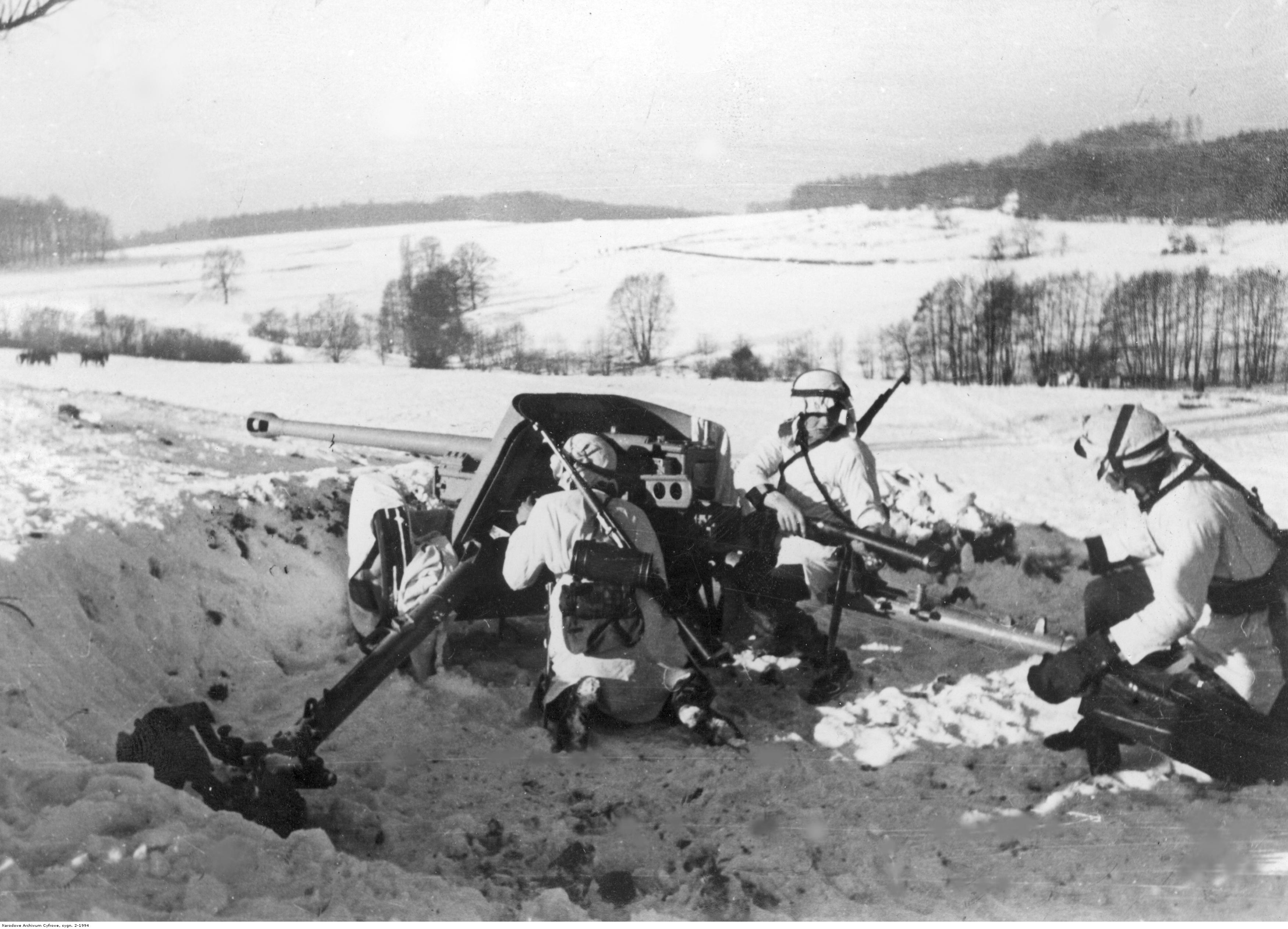
Солдаты 14-й дивизии СС с противотанковым орудием PAK 38 на Восточном фронте, март 1944 года

Первыми сформированными на Украине подразделениями СС, вступившими в бой с партизанами, стали части 4, 5, 6, 7 и 8-го полков СС, действовавшие против партизан во Франции, Польше, Югославии и Западной Украине. На тот момент они ещё не относились к дивизии СС «Галичина», куда будут официально зачислены в середине 1944 года. Согласно информации Института истории АН Украины, эти части с осени 1943 года принимают участие в карательных операциях на юго-востоке Польши. Так, в начале 1944 года для подавления партизанского движения из Франции в Генерал-губернаторство (район Збаража) перебрасывается 4-й полк .

#### Боевая группа Байерсдорф (нем.Kampfgruppe Beyersdorff)
В начале февраля 1944 года в дивизию приходит приказ сформировать боевую группу для участии в карательных операциях в дистрикте Галиция. Группа, возглавляемая командиром артиллерийского полка дивизии штандартенфюрером Байерсдорфом, в середине февраля присоединилась к 5-му полку СС в районе Замостья. Вскоре в дивизии была сформирована вторая боевая группа, которая была направлена в район Бродов, где уже действовал 4-й полк СС. Состав боевой группы был отозван в лагеря 20 марта 1944 г., в то время как 4-й и 5-й полки, находившиеся в подчинении СС и СД Генерал-губернаторства, продолжили участие в карательных операциях, в ходе которых подразделения дивизии совершили ряд военных преступлений.
Торжественные похороны первых погибших бойцов дивизии (Алексея Бобака и Романа Андрийчука) состоялись в Бродах 2 марта 1944 года.

#### «Укреплённый город» Тернополь
3-й батальон 4-го добровольческого полка дивизии «Галичина» под названием «батальон Митшерлинга» находился в составе гарнизона «укреплённого города» Тернополь (нем. Fester Platz), осада которого советскими войсками продолжалась с 23 марта по 15 апреля 1944 года. 5 апреля после продолжительного артиллерийского обстрела батальон сдался во время штурма.

#### Броды
С 25 июня 1944 года дивизия была переброшена под Броды в распоряжение 13-го армейского корпуса, где заняла вторую линию обороны, находившуюся в 20 км от линии фронта. На 30 июня 1944 года дивизия насчитывала 15 299 солдат и офицеров. 13 июля 38-я и 60-я армии 1-го Украинского фронта начали наступление на стыке 13-го армейского корпуса и 1-й танковой армии в рамках Львовско-Сандомирской операции. Утром 15 июля части дивизии приняли участие в контрударе против наступавших советских войск — «СС-Галичина» с частями 13-го армейского корпуса действовала с севера, а немецкие 1-я и 8-я танковая дивизии 1-й танковой армии — с юга. Совместными ударами 2-й воздушной армии и войск 1-го Украинского фронта обе танковые дивизии были обескровлены, а контрудар к концу того же дня выдохся.
К 18 июля бродовский котёл захлопнулся. 20 июля на участке фронта, обороняемого дивизией, случилось несколько прорывов, после чего командир дивизии генерал Фрайтаг принял решение сложить с себя свои полномочия. Отставка была принята командующим генералом Артуром Гауффе, а дивизия перешла под командование генерал-майора Фрица Линдеманна.
22 июля, согласно информации Вольфа-Дитриха Гайке, из котла вместе с командиром дивизии Фрайтагом удалось вырваться не более 500 солдатам и офицерам. В месте сбора дивизии к ним присоединилось ещё 1200 не бывших в котле военнослужащих вспомогательных подразделений дивизии. Ещё незначительная часть смогла выйти с другими частями.
Анализируя ход боевых действий, командир корпусной группы С (Korpsabteilung C) генерал-майор Вольфганг Ланге негативно характеризует действия дивизии во время бродовских событий. Такого же мнения о боевых качествах и командир XXXXVIII танкового корпуса, участвовавшего в сражении, Ф. В. Меллентин.
Однако начальник штаба дивизии Гайке считал, что главный деморализующий фактор — применение «катюш» — влиял на дивизию не более, чем и на лучше подготовленные немецкие части. Также он отметил храбрость галичан под командованием Линдеманна и заявил, что за время боёв не было ни одного случая дезертирства.
Гайке даёт описание боевых действий дивизии под Бродами: «Во время боёв в котле и при прорыве многие украинцы показали свою отвагу. Например, всюду, где появлялись вражеские танки, украинцы подползали, чтобы поразить этих стальных монстров с близкого расстояния; известен случай, когда украинский подстаршина сознательно заплатил жизнью, чтобы уничтожить вражеский танк. Многие солдаты дивизии были награждены железными крестами за геройство, повышены в звании за отвагу … Рассматривая битву под Бродами, надо отметить, что дивизия не подвела, а, наоборот, с честью выполнила свои обязанности. Если судьба не наградила её победой — в этом вина не дивизии, а несчастливого стечения обстоятельств». Потери же дивизии в ходе боёв в Бродовском котле составили более 9600 человек погибшими и пропавшими без вести.
Повторное формирование началось с переброской в августе 1944 года на полигоне Нойхаммер, где находился запасной полк дивизии, насчитывавший около 7 тыс. человек на начало июля 1944 года. В июле от 1000 до 1300 человек было передано в 5-ю дивизию СС «Викинг» (из них живыми в дивизию «Галичина» в ноябре 1944 г. вернутся около 350). Для пополнения потерь немецких командных кадров в дивизию прибыло около 1 тысячи младших и средних командиров. На 20 сентября 1944 г. дивизия насчитывала 12 901 солдата и офицера.

#### Отношения с Украинской повстанческой армией
Привлекая галицкую молодёжь в эсэсовскую дивизию, УЦК и Военная Управа дивизии выводили её из-под влияния бандеровского крыла Организации украинских националистов (ОУН) и препятствовали пополнению отрядов её вооружённого крыла — Украинской повстанческой армии (УПА). Глава УЦК Кубийович и его единомышленники рассматривали УПА как своего крупнейшего конкурента за молодое поколение галицких украинцев. Их пропаганда изображала бандеровцев как разрушителей тыла, чья борьба только на руку Сталину. Вот базовый список эпитетов, которыми они наделялись: «внутренняя анархия», «лесные атаманы», «стодольники», «чёрные духи-анархисты». УПА видела в участниках дивизии СС «Галичина» возможный резерв пополнения своих рядов и вела пропаганду среди военнослужащих дивизии с целью переманить их на свою сторону. Позднее УПА формировала свои ряды из дезертировавших членов дивизии.
Командиры УПА с Волыни изначально выступали против вербовки в ряды дивизии, поскольку справедливо полагали, что нельзя вступать в вооружённые силы Германии, в то время когда украинское освободительное движение находится в конфронтации с нацистами. ОУН-Б объявила бойкот мобилизации в дивизию, поскольку теряла потенциальные кадры. Призывы ОУН-Б бойкотировать набор добровольцев поначалу не дали результатов. Лишь осенью 1943 года часть людей, получивших карточки призыва, попала в партизанские отряды вместо того, чтобы вступить в дивизию. Однако затем Центральный Провод ОУН изменил отношение к созданию дивизии. В ноябре 1943 года дивизия была признана отличным местом, где украинцы могут проходить военную подготовку. Дезертирство разрешалось только после её прохождения. Официально ОУН-Б продолжала критиковать концепцию создания дивизии, но на практике бойкот её вербовки был прекращён. При этом оуновцы пытались ввести в ряды дивизии своих проверенных людей, которые в нужный момент возьмут её под свой контроль. Среди них были, в частности: капитан Богдан Пидгайный, лейтенант Михаил Качмара и лейтенант Григорий Голяш. Бандеровцы планировали ввести в каждое подразделение по одному члену ОУН-Б, но немцам удалось помешать этим намерениям путём тщательного отбора добровольцев. Однако они не смогли полностью заблокировать контакты между бойцами дивизии и партизанами УПА.
5-й полк полиции СС, состоящий из добровольцев, которые не были допущены по состоянию здоровья или физического состояния к службе в 14-й гренадерской дивизии СС, оперировал в районе деятельности УПА. Полку была поставлена задача обеспечить тыл немецкой армии в Восточной Галиции и строить укрепрайоны на линии реки Буг. В марте-апреле 1944 года полк участвовал в боях с польскими и советскими партизанами. Также, возможно по недоразумениям, было несколько мелких боевых стычек с отрядами УПА. Например, 29 февраля в селе Горбков на Сокальщине (погиб один партизан) и 20 марта в селе Лудин Владимир-Волынского района. После двухчасового боя подразделение 5-го полка отступило, потеряв 1 бойца убитым и 3 ранеными. Партизаны потеряли 1 убитым и 2 ранеными. На следующий день немцы обстреляли село из бронепоезда. После установления контактов с отрядами Украинской повстанческой армии на Люблинщине, немало бойцов дезертировало в ряды повстанцев. Среди дезертиров был Марьян Лукасевич-«Ягода», впоследствии командующий куренем «Волки».
Во время Львовско-Сандомирской операции немецкое командование было проинформировано о наличии отрядов УПА в районе Бродов. 15 июля, когда немецкая группировка оказалась на грани уничтожения, была предпринята попытка связаться с повстанцами для совместных боевых действий против Красной Армии, однако все попытки были саботированы солдатами дивизии СС «Галичина».
Когда дивизия СС «Галичина» вместе с немецкими частями оказалась в Бродовском котле, значительная часть уцелевших бойцов довольно быстро оказалась в подполье ОУН. По крайней мере, около 80 из них пополнили сотню «Дружинники» под командованием Михаила Марущака. Благодаря этому он создал ещё две сотни. Затем это подразделение добралось до Карпат, где часть солдат СС вернулась домой. Районов деятельности УПА достигла также группа солдат из Словакии, откуда дезертировала после подавления словацкого восстания. Солдаты дивизии передали повстанцам много оружия и боеприпасов. Согласно мемуарным воспоминаниям греко-католического священника Ивана Гриньоха, достаточно было вооружить два батальона.
Всего ряды УПА пополнили несколько сотен бойцов дивизии. По словам Ивана Гриньоха, только за первые месяцы существования дивизии в УПА дезертировало почти 600 солдат. Однако украинский историк Андрей Боляновский перечисляет 158 имён солдат СС «Галичины», оказавшихся в составе повстанцев, в том числе командиров куреней и сотен.

### Варшавское восстание
К подавлению Варшавского восстания имеют отношение солдаты, впоследствии служившие в дивизии СС «Галичина», но само соединение в подавлении восстания не участвовало.
Польские историки Рышард Тожецкий и Анджей Земба отметили наличие украинцев среди подразделений, участвовавших в подавлении восстания в Варшаве: это были полицейские части и отряды СС, сформированные из украинцев Галиции, и «Украинский легион самообороны» (31 Schutzmannschafts батальон СД). Впоследствии они вошли в состав дивизии СС «Галичина».

### Словацкое восстание
28 сентября 1944 года боеспособные части и подразделения дивизии были переброшены для подавления Словацкого восстания (KG Beyersdorff). К середине октября 1944 года туда были переброшены все части дивизии, действовавшие в составе боевых групп Виттенмайера (KG Wittenmayer) и Вильднера (KG Wildner). Части дивизии действовали совместно с бригадой Дирлевангера (которая некоторое время была подчинена дивизии) и отрядом Восточного легиона СС. 17 октября 1944 года Гиммлер изменил название дивизии на «14-ю добровольческую пехотную дивизию войск СС (украинскую № 1)» (14. Waffen-Grenadierdivsion der SS (Ukrainische Nr. 1)). В Словакии дивизия параллельно с антипартизанскими действиями продолжала пополняться и довооружаться — в том числе за счёт захваченного у словаков вооружения. Набор добровольцев проходил уже и среди работавших в трудовых лагерях украинцев. Возросло количество дезертиров, часть из которых присоединилась к УПА.

### Борьба с югославскими партизанами
В январе 1945 года дивизию перебрасывают на Балканы в район Штирии и Каринтии (Крайны), где она с конца февраля ведёт борьбу с югославскими партизанами. В это же время дивизию пополняют около 600 человек из 31-го батальона полиции и СД, сформированного на базе Украинского легиона самообороны «Волынь». К началу марта 1945 года дивизия с частями обеспечения и обозом насчитывала более 20 тысяч человек (самая большая по численности дивизия Войск СС).

### Расформирование дивизии
В конце марта дивизии приходит приказ сдать всё вооружение для новосоздающихся немецких частей; но наступающие советские части, находившиеся уже в 40−50 километрах от места дислокации дивизии, не дали осуществиться этому плану. Несмотря на это, 3-4 апреля 1945 г. Гитлер издаёт очередной приказ о формировании на основе вооружения 14-й дивизии 10-й парашютной дивизии из отступающих из Италии немецких парашютных частей. В начале апреля с этой целью в дивизию прибывает генерал и около 1000 парашютистов. Но уже 7 апреля 1945 г. фронт доходит до расположения дивизии и расформирование отменяется.

### Последние боевые действия на фронте
С 30 марта дивизия передаётся в распоряжение 1-го кавалерийского корпуса и с 7 апреля 1945 года задействована в оборонительных операциях в районе Фельдбах (Австрия). С середины апреля 1945 года она передаётся в ведение 4-го танкового корпуса СС. За время пребывания на фронте 98 солдат дивизии дезертировало.

### 1-я украинская дивизия
В конце апреля 1945 года в расположение дивизии прибывает Павел Шандрук — главнокомандующий Украинской национальной армии. Часть дивизии принимает новую присягу и с 24 апреля 1945 года дивизия формально получает наименование «1-я Украинская дивизия УНА (1 УД УНА)», но на картах ОКВ по состоянию на 30 апреля 1945 года она продолжает числиться под прежним названием.

### Сдача в плен
5 мая 1945 года представители дивизии отправляются в сторону союзников для обсуждения деталей сдачи в плен. 7 мая началось отступление частей дивизии, которое 8 мая превратилось в общее бегство частей СС с фронта. Отступающие части дивизии пошли разными путями, из-за чего меньшая часть дивизии раньше сдалась американцам, а большая часть попала в плен к англичанам. 10 мая 1945 года застрелился последний командир дивизии бригадефюрер СС Фриц Фрейтаг.

## Военные преступления
Из части добровольцев, не попавших в первый набор в дивизию «Галичина», по инициативе Гиммлера были созданы 4-й, 5-й, 6-й, 7-й и 8-й галицкие добровольческие полки СС (die Galizische SS-Freiwillige Regimenter). Они вооружались и получали поставки из Центрального бюро дивизии СС в кооперировании с HSSPf Украины и Ordnungspolizei (Orpo). Эти полки были подчинены не военному, а полицейскому командованию немцев, в частности высшему руководителю СС и полиции генерал-губернаторства. В феврале 1944 года 4-й и 5-й галицкие добровольческие полки согласно приказу Гиммлера были отправлены на борьбу с советскими и польскими партизанами. Их включение в состав дивизии «Галичина» произошло в июне 1944 года.
По данным польских и украинских исторических комиссий, в феврале 1944 года 4-й галицкий добровольческий полк при содействии УПА принял участие в уничтожении польского села Гута Пеняцка, где было сожжено 172 дома и зверски уничтожено более 500 человек польского населения, включая женщин и детей. В марте ими же, при содействии отряда УПА, в доминиканском монастыре села Подкамень было уничтожено более 250 поляков.
В феврале 1944 года из военнослужащих дивизии были созданы две боевые группы, которые действовали совместно с 4-м и 5-м полками СС против советских и польских партизан. В ходе этих операций этими подразделениями был уничтожен ряд населённых пунктов, при этом погибла часть гражданского населения. Среди этих населённых пунктов Ганачев и Ганачевка, Барыш под Бучачем, Коростятин, Лозовая, Малая Березовица под Збаражем, Игровица, Плотича (Тернопольская область) и др. Также соединение участвовало в «умиротворении» польских деревень: Витсин, Паликровы, Малинска, Черницы, Ясеница Полська, Камьянка Струмилова, Будки Незнановские, Павлове и Чатках. Массовые убийства проводились и в других населённых пунктах, в частности, в деревне Забуце.
По словам Дитера Поля, существует высокая вероятность того, что солдаты из дивизии СС «Галичина» участвовали в облавах на евреев в Бродах в феврале 1944 года.
Во время пребывания в Словакии в подчинении дивизии некоторое время находилась известная своими военными преступлениями так называемая бригада СС «Дирлевангер». Подразделения дивизии совместно с этой бригадой участвовали в ряде операций против словацких партизан и поддерживающего их местного населения. Сохранилась лишь отрывочная документация о поведении военнослужащих самой дивизии при подавлении восстания; словацкий историк Ян Корчек приводит подробные данные о девяти случаях военных преступлений, известно, что при рейде на деревню Смерцаны было сожжено 80 из 120 домов и убито четверо мирных жителей, в деревне Нижна Боца — пятеро. Начальник же штаба дивизии Вольф-Дитрих Гайке писал в мемуарах об отдельных «досадных инцидентах» в отношении гражданского населения, связывая их с деятельностью бригады «Дирлевангер», а также Восточнотюркского боевого соединения.
В состав дивизии периодически попадали отдельные офицеры и военнослужащие других подразделений (в частности, добровольческих и вспомогательных батальонов, а также других отделений СС), причастные к военным преступлениям: в частности, бойцы 204-го батальона шуцманшафта до попадания в дивизию участвовали в сторожевой службе в концентрационном лагере Пустков (Pustków) около города Дембица (точное число погибших в лагере не установлено, поскольку он был ликвидирован до прихода советских войск, но после перевода батальона в дивизию).
Кроме того, после поражения под Бродами около 1 тыс. военнослужащих дивизии проходили службу в дивизии СС «Викинг», которая была замешана в военных преступлениях (при этом установить степень причастности членов «Галичины» не представляется возможным).
В 2016 году парламент Польши признал преступления солдат дивизии СС «Галичина» против польского населения геноцидом.

## Послевоенные события
Украинские военнослужащие дивизии были отделены от немецких и помещены в лагерь в окрестностях Римини в Италии. Из-за вмешательства Ватикана, который рассматривал солдат дивизии как «хороших католиков и преданных антикоммунистов», их статус был изменён англичанами с «военнопленных» на «сдавшийся вражеский персонал», и они не были выданы Советскому Союзу, в отличие от большинства коллаборационистов других национальностей. Это также было связано с тем, что западные союзники СССР по антигитлеровской коалиции не признавали границы государств в Европе, к изменению которых имела отношение гитлеровская Германия. Лондон, признававший в полной мере Польское правительство в изгнании, считал население Западной Украины (в том числе и солдат 14-й дивизии, которые были в основном из Галичины и в меньшей мере Волыни) гражданами Польши, но не СССР, поэтому выдача их Советскому Союзу не представлялась британцам и США очевидной.
Обвинительное заключение «Международного военного трибунала по главным немецким военным преступникам» (Нюрнбергского процесса, 1945) однозначно заявляет, что физически невозможно выделить хоть какую-нибудь отдельную часть СС, по которой можно было бы достоверно установить неучастие в мероприятиях, приведших к агрессивной войне, а также в ещё большей степени в акциях, являющихся военными преступлениями и преступлениями против человечества, а также ввиду того, что эта «преступная деятельность была достаточно широко известна членам организации» и «самым логичным образом вытекала из тех принципов, на которых строилась эта организация», и объявляет поэтому преступниками «всех лиц, которые были официально приняты в члены СС, включая членов Общих СС, войск СС, соединений СС „Мёртвая голова“ и членов любого рода полицейских служб, которые были членами СС» (за исключением членов так называемых кавалерийских соединений СС и лиц, которые перестали быть членами СС до 1 сентября 1939 года), «которые стали членами этой организации или оставались её членами, зная, что эта организация используется для совершения действий, определяемых преступными в соответствии со статьёй 6 Устава, или тех лиц, которые были лично замешаны как члены организации в совершении подобных преступлений, исключая, однако, тех лиц, которые были призваны в данную организацию государственными органами, причём таким образом, что они не имели права выбора, а также тех лиц, которые не совершали подобных преступлений».
Однако, спустя 40 лет Канадская комиссия по военным преступникам (Комиссия Жюля Дешена), работавшая в 1985−1986 годах, признала отсутствие коллективной ответственности за военные преступления дивизии «Галичина» в целом (не рассматривая, впрочем, материалов с мест совершения таковых). На протяжении всего времени работы комиссии проходила активная кампания балтийской и украинской диаспор, призывавших не рассматривать доказательств, предоставленных странами Восточной Европы и СССР (которые, по их мнению, могли быть сфабрикованными ввиду политической целесообразности). С другой стороны, еврейская диаспора настаивала на привлечении свидетельств из Восточной Европы, утверждая, что случаи фальсификации документов или лжесвидетельств со стороны СССР и его граждан неизвестны. В конце концов 14 ноября 1985 года комиссия постановила принять к рассмотрению данные и свидетельские показания восточноевропейского происхождения и отправиться с этой целью в Европу, однако выдвинула властям стран социалистического лагеря следующие предварительные условия:
1. защита репутации посредством конфиденциальности,
2. независимые переводчики,
3. доступ к оригинальным документам,
4. доступ к данным ранее свидетельским показаниям,
5. свобода допроса свидетелей в соответствии с канадской юридической практикой,
6. видеозапись допросов свидетелей.

Согласие СССР на выдвинутые требования комиссии был получено только в июне 1986 года. Однако, в связи с этим комиссия решила, что отведённые комиссии сроки работы не оставляют ей достаточно времени для совершения соответствующих поездок и мероприятий, отказавшись таким образом от рассмотрения доказательств с места рассматриваемых событий. Это обстоятельство, а также более поздние задержки с рассмотрением дел отдельных лиц, доказательная база по которым была принята к рассмотрению как достоверная, а также ряд других фактов привели к тому, что канадское правительство было подвергнуто неоднократной критике за отсутствие ответственного подхода к делам нацистских военных преступников. Ряд канадских периодических изданий, однако, поместили после публикации выводов комиссии извинения перед ранее обвинёнными ветеранами дивизии.
Комиссия рассмотрела материалы на заявленных 774 военных преступника, а также дополнительно представленные списки на 38 и 71 имя, возможно находящихся в Канаде. В отношении 341 комиссия не нашла доказательств того, что кто-либо из них проживал или останавливался в Канаде; 21 из указанных в списке проживали в Канаде, но на момент рассмотрения дела выехали из неё, 86 умерли в Канаде; местонахождение 4 прибывших в Канаду установить не удалось. Прямых доказательств о военных преступлениях в делах 154 комиссией найдено не было. В связи с этим рассмотрение 606 дел было прекращено. В 97 делах комиссия не нашла прямых доказательств в отношении совершения военных преступлений, но посчитала вероятным существование подобных доказательств в странах Восточной Европы. Решение о передаче или отказе в передаче этих дел за границу было оставлено на откуп правительству Канады. 34 дела не были рассмотрены в связи с отсутствием своевременного ответа от иностранных органов. Не были рассмотрены из-за лимита времени и дела на дополнительные 38 и 71 имя. Всего комиссия нашла видимый состав преступления лишь у 20 подозреваемых из представленного списка. К концу 1986 года Комиссия предоставила правительству Канады документы на 20 подозреваемых, со своими рекомендациями по проведению каждого дела.

### Легально действовавшие объединения бывших членов СС «Галичина»
В 1949 году в американской оккупационной зоне Германии появилась Ассоциация бывших членов дивизии «Галиция» (приставка «СС» не упоминалась), которая со временем стала «Братством бывших военнослужащих первой украинской дивизии Украинской национальной армии» (Brotherhood of Veterans of the 1st Division of the Ukrainian National Army). Штаб-квартира объединения «Галицких СС» первоначально находилась в Мюнхене (где также действовали штаб-квартира ОУН(б) и инициированного им же Антибольшевистского блока народов), после чего в 1950-х годах она переместилась в Нью-Йорк (США), а в 1960-х годах окончательно осела в Торонто (Канада). «Братство» имело свои представительства в местах компактного расселения персонала бывшей дивизии СС — Германии, Канаде, США, Аргентине и Австралии. В Великобритании ветераны дивизии основали отдельную организацию, известную как «Бывшие украинские комбатанты в Великобритании» (Ukrainian Former Combatants in Great Britain). Несмотря на существовавшие и существующие ограничения и запреты в отношении подобного рода объединений (организации СС и её производных) в ряде стран, использование имени формации — двухнедельное существование которой подтверждают только сами её члены — 1-й Дивизии УНА — позволило им действовать вполне легально и даже издавать журналы и другие публикации — так, с 1950 по 1974 год в Мюнхене вышло 140 номеров журнала «Вести Братства бывших военнослужащих 1-й Украинской дивизии УНА». В США с 1961 года выходили «Вести Комбатанта». Архивы отделения «Братства» в США доступны в Университете Миннесоты.
В этих публикациях, по мнению их авторов, рассказывалась «правдивая история дивизии, никогда не воевавшей против западных союзников и никогда не участвовавшей в полицейских операциях или каких-либо действиях против гражданского населения».

### Публикации о дивизии после окончания холодной войны
В конце 1990-х годов в США вышли работы сыновей членов дивизии (не историков по образованию и профессии) Майкла Ореста Логуша «Galicia Division: The Waffen-SS 14th Grenadier Division 1943−1945» (1997) и Майкла Джеймса Мельника «To Battle, The History and Formation of the 14th Waffen SS Grenadier Division» (2002). Если первая работа вышла под эгидой «Братства», то работа Мельника получила положительный отзыв от американского историка Дэвида Гланца (специализирующегося на Восточном фронте), отметившего её отличие от откровенно мифологических работ, посвящённых войскам СС, широко издаваемых различными издательствами.

### Увековечивание памяти на Украине
Память дивизии увековечена в некоторых регионах Украины.

#### Памятник на горе Жбыр
Так, на горе Жбыр возле села Ясенов Бродовского района Львовской области на месте боёв дивизии в так называемом «Бродовском котле» в 1991 году, ещё во времена СССР, усилиями Студенческого братства Львовского мединститута, которым в то время руководил Олег Тягнибок, был установлен памятный знак военнослужащим дивизии, который, однако, через несколько дней был взорван по приказу министра обороны СССР. После этого на горе Жбыр была символическая могила с берёзовым крестом, пока 20 июля 2008 года не состоялось торжественное открытие нового памятника военнослужащим дивизии, погибшим в Бродовском котле. В открытии восстановленного памятника активное участие приняло ВО «Свобода», члены которого также входили в состав оргкомитета по сооружению памятника. В торжествах приняли участие председатель ВО «Свобода» Олег Тягнибок, заместитель председателя Олег Панькевич и председатель Львовской областной организации ВО «Свобода» Ирина Сех.

#### Мемориальное кладбище в селе Червоное
В июле 1994 года Галицким братством бывших военнослужащих дивизии при активном содействии других националистических организаций Украины и эмигрантского движения ветеранов дивизии было создано Мемориальное кладбище воинов дивизии СС «Галичина» в селе Червоное Золочевского района Львовской области.
Кладбище расположено на обочине трассы Львов—Тернополь между селами Червоное и Ясеновцы на Золочевщине неподалёку от места, где происходил прорыв этой дивизии СС из окружения с большими потерями. На кладбище перезахоронены более 250 останков погибших под Бродами, построена церковь-часовня, освящённая в июле 1997 года, в стены которой вмонтированы четыре мемориальные доски.
По обе стороны от часовни симметрично установлены ряды одинаковых крестов как на индивидуальных, так и на коллективных захоронениях.
Работа по обустройству кладбища, оформлению могил и перезахоронению погибших постоянно продолжается. Тем, кто погиб, родственники могут поставить памятные кресты. По состоянию на 2011 год на кладбище было установлено уже более 500 крестов.
Также на кладбище перезахоронены найденные в общих могилах останки немецких и советских солдат.

#### Мемориал на Лычаковском кладбище

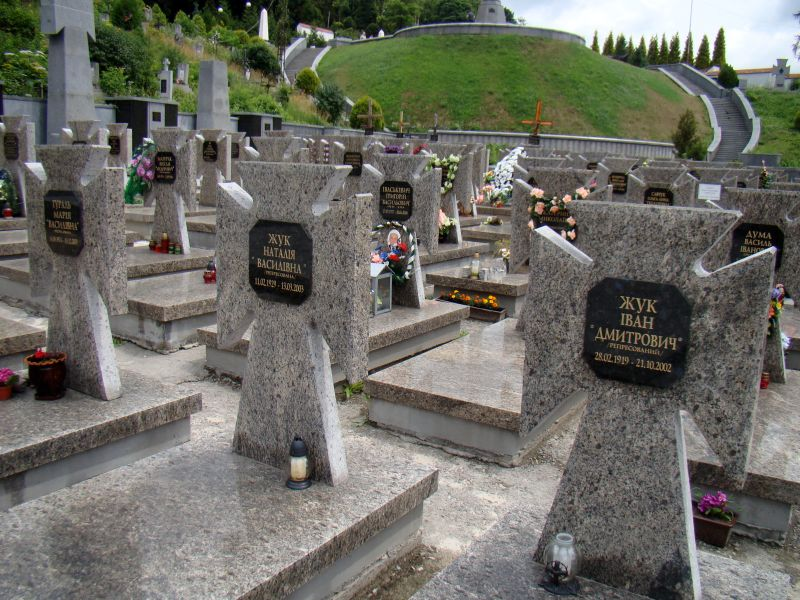
Надгробия мемориала (2011)
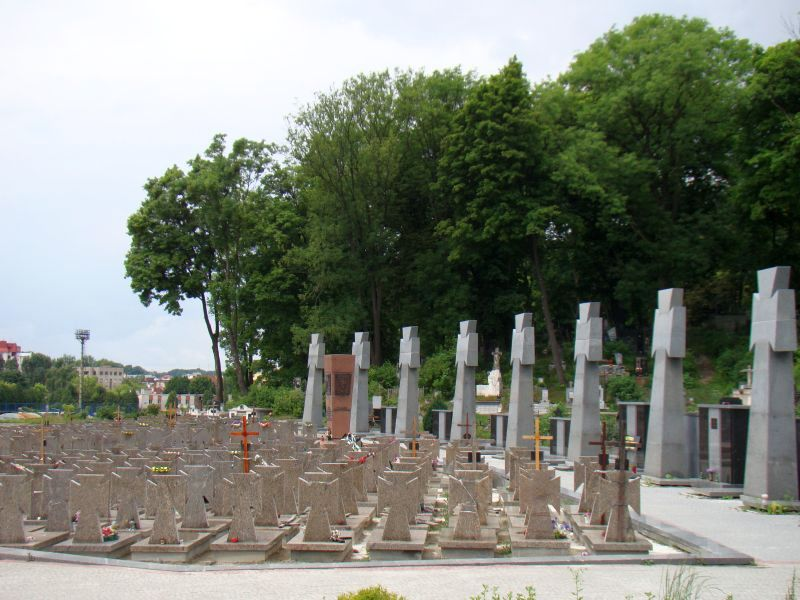
Общий вид мемориала (2011)
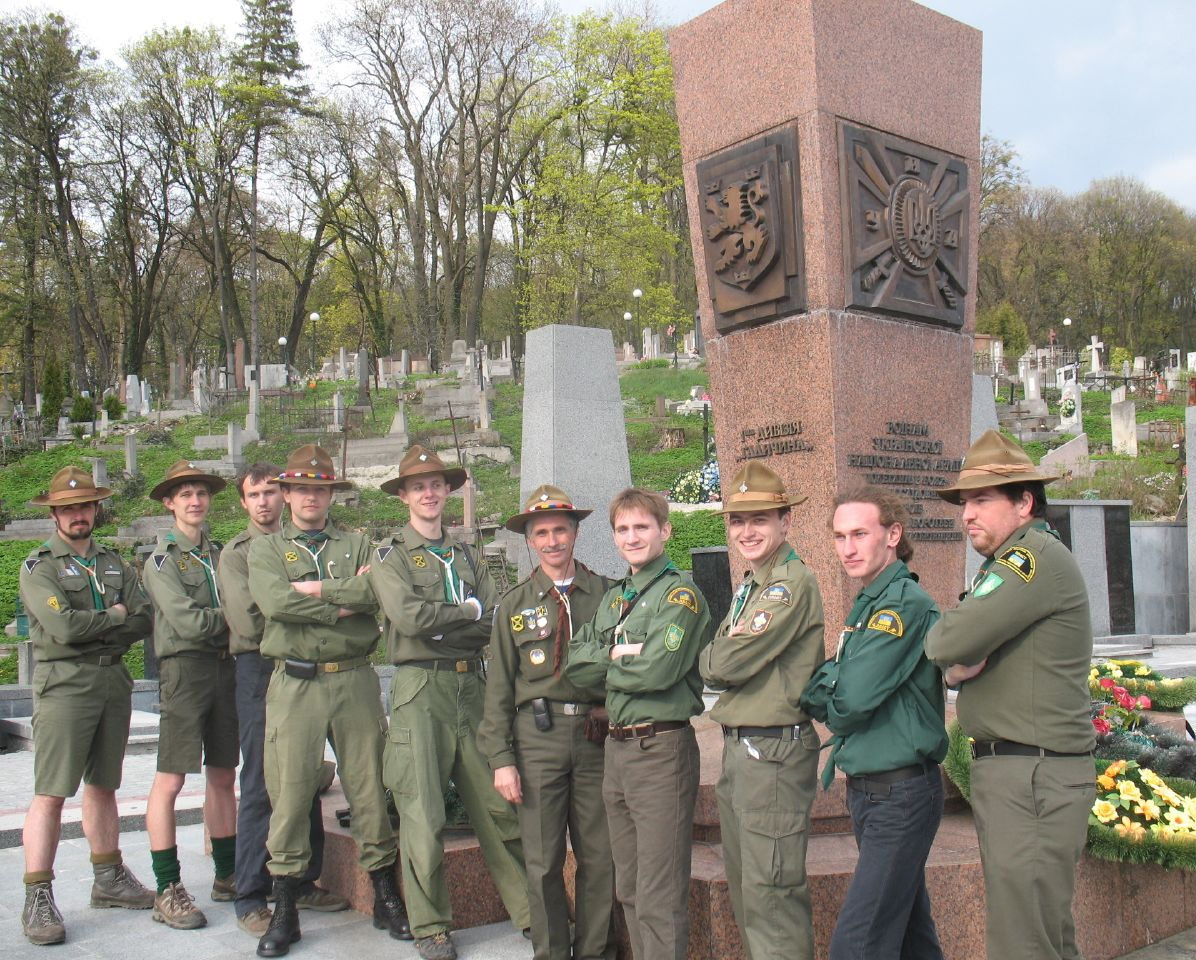
Члены движения Пласт у монумента солдатам дивизии CC «Галичина» (2008)

Во Львове на Лычаковском кладбище, также стараниями националистических организаций Украины при содействии эмигрантского ветеранского движения, оборудован мемориал похороненным военнослужащим Украинской национальной армии, в том числе солдатам дивизии CC «Галичина». В частности, на территории мемориала при особом попечении ветерана дивизии, общественного деятеля эмигрантского ветеранского движения и движения Пласт Юрия Ференцевича (который принимал самое активное участие в создании мемориалов на горе Жбыр и у села Червоное), был установлен монумент дивизии CC «Галичина».

#### Марши в память дивизии СС
В 2014 году во время волнений на востоке Украины традиционный «парад вышиванок» был сокращён в масштабах: организаторы заявили, что российские СМИ в связи с Евромайданом и последующей возросшей политической напряжённостью между Россией и Украиной могут воспользоваться этим, чтобы начать обвинять украинские власти в открытой пропаганде нацизма.
28 апреля 2021 года в Киеве прошёл марш, посвящённый 78-летию создания дивизии. Около 500 человек с Арсенальной площади прошли колонной до Майдана Независимости, держа в руках большие гербы дивизии, цветы, флаги Украины и добровольческих батальонов. В шествии приняли участие, в том числе, члены националистических организаций «Общество будущего», «Правый сектор», представители ВО «Свобода».

#### Иные способы увековечивания памяти
В некоторых городах есть улицы, названные в честь дивизии, например:
- в Ивано-Франковске улица «Украинской Дивизии»[86];
- в Тернополе улица «Воинов дивизии „Галичина“».

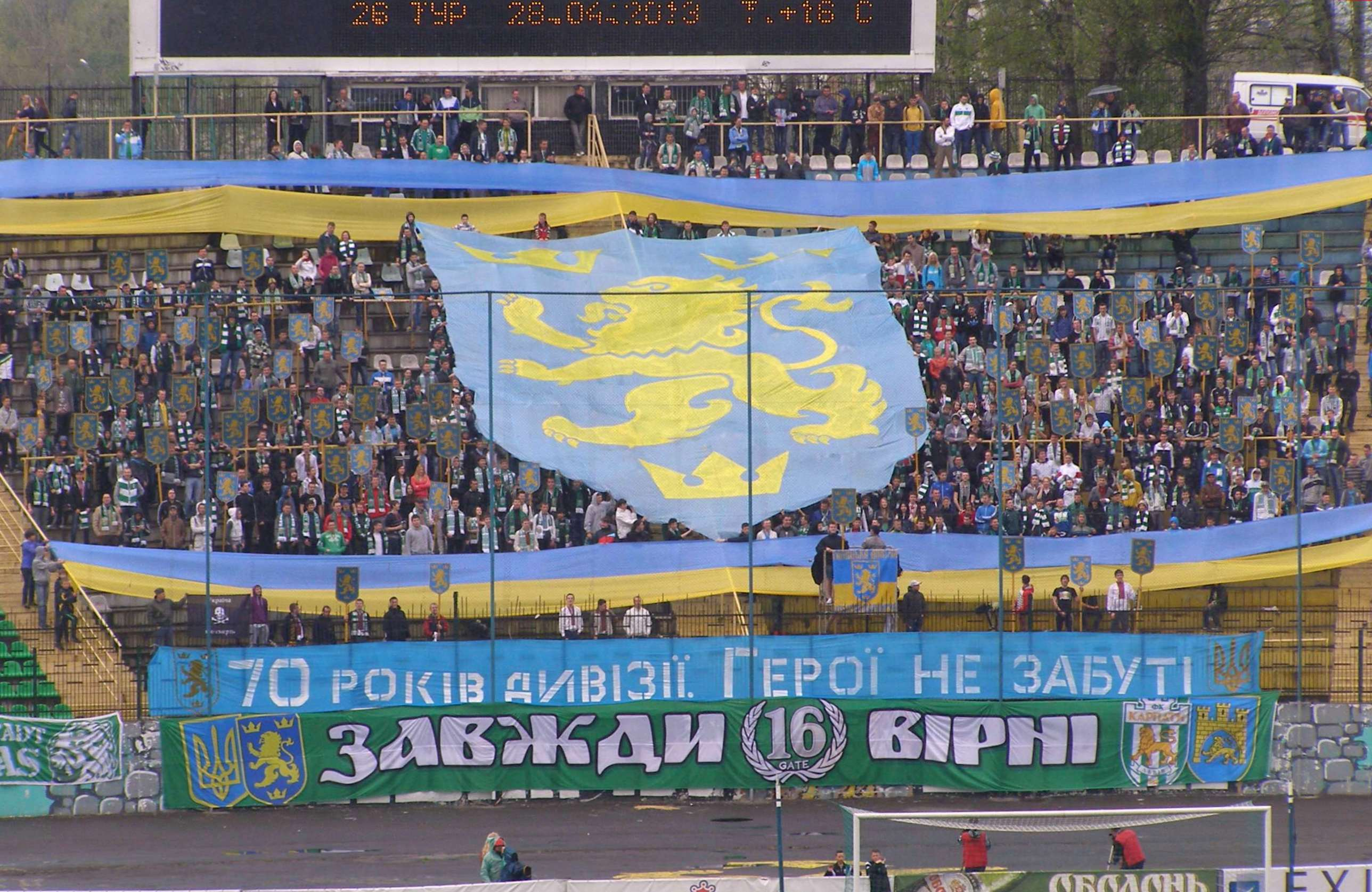
Болельщики ФК «Карпаты» чествуют 70-летний юбилей дивизии СС «Галичина», 28 апреля 2013, Львов

В 2008 году ВО «Свобода» обратилось к президенту Украины с требованием инициировать объективное изучение и освещение событий Второй мировой войны, в частности, связанных с деятельностью дивизии «Галичина», а также на государственном уровне признать военнослужащих «1-й украинской дивизии Украинской Национальной Армии» (как называлась дивизия с 24 апреля 1945 года) борцами за свободу Украины. Заявление к президенту с таким обращением зачитал на одной из сессий Львовского областного совета депутат, заместитель председателя ВО «Свобода» Олег Панькевич. Также ВО «Свобода» планировало внести вопрос о подобном обращении к президенту в повестку дня сессии Львовского областного совета.
В апреле 2009 года, к очередной годовщине создания дивизии, всеукраинское объединение «Свобода» выпустило плакат «Достояние Нации. Они сражались за Украину. Дивизия Галичина» с изображением эмблемы галицкой дивизии войск СС (слово «СС» на плакате опущено). Плакат был размещён с разрешения Львовского горсовета на рекламных стендах по всему городу Львову как социальная реклама, что вызвало неоднозначную реакцию населения. В ответ на это ко Дню Победы в Запорожье местные активисты ответили рекламными плакатами и билбордами «Мы разгромили дивизию СС Галичина», которые внешне являются переделкой плаката «Бит на линии Маннергейма».
19 июля 2009 года во Львовской области было торжественно отпраздновано 65-летие с момента боевого крещения дивизии СС «Галичина». В ходе празднования состоялась военно-историческая реконструкции боёв дивизии в так называемом «Бродовском котле» под названием «Прорыв из окружения». Участники торжеств провели церемонию перезахоронения бойцов «Галичины». Присутствовали и ветераны дивизии. Мероприятия продолжили возложение цветов к памятнику воинам дивизии на горе Жбыр, молебен, вече-реквием и концерт «памяти украинцев, погибших во Второй мировой войне», в котором принимали участие коллективы Бродовского района, а также певец Роман Ковальчук. (Кстати, в репертуаре Ковальчука есть песня, посвящённая дивизии).

### Позиция Украинского института национальной памяти
Украинский институт национальной памяти в лице своих глав выступает против героизации дивизии. В частности, в 2018 году бывший директор УИНП Владимир Вятрович заявлял, что «годовщина создания дивизии „Галичина“ — не праздник для украинцев». В 2021 году, когда в Киеве проходил марш в честь Дивизии, тогдашний глава УИНП Антон Дробович подчеркнул: «Глорификация войск СС — это недопустимо для европейской страны». При этом институт не считает символику дивизии нацистской.

### Судебное решение о символике дивизии СС «Галичина»
Своим решением от 27 мая 2020 года (по административному делу № 826/11325/17) окружной суд Киева признал противоправным вывод Украинского института национальной памяти о том, что символика 14-й гренадерской дивизии войск СС «Галичина», соответственно действующему законодательству Украины, не является символикой национал-социалистического тоталитарного режима. Суд обязал Украинский институт национальной памяти и его должностных лиц воздерживаться от распространения данного вывода.
23 сентября 2020 г. постановлением Шестого апелляционного административного суда решение суда первой инстанции в части удовлетворения иска отменено, и принято новое решение об отказе в удовлетворении иска. Постановление апелляционного суда вступило в силу с момента оглашения.
5 декабря 2022 года Верховный суд Украины признал, что символика дивизии СС «Галичина» не является нацистской.

### Современные эпизоды с бывшими участниками дивизии
Президент Украины Владимир Зеленский 22 сентября 2023 года выступил в канадской Палате общин. На это выступление был приглашён бывший солдат дивизии 98-летний Ярослав Гунько. Спикер Палаты общин Канады Энтони Рота заявил, что тот был героем, после чего зал, включая премьер-министра Джастина Трюдо, поприветствовал его бурными аплодисментами. В дальнейшем Рота извинился за это чествование бывшего участника нацистского соединения. Извинения принёс и Джастин Трюдо, заявив: «В ближайшее время я выступлю с обращением к Палате общин перед канадцами, перед еврейским народом здесь и по всему миру, а также украинцами, чтобы принести безоговорочные извинения парламента за то, что случилось».
Выступление вызвало резкую отрицательную реакцию еврейских правозащитных организаций, Центр Симона Визенталя указал, что Первая Украинская дивизия несёт ответственность за массовые убийства мирных жителей. Согласно результатам расследования, проведённого Канадой в 1985 году, военные преступления дивизии не были подтверждены. Утверждение вызвало возражения ученых-историков.
Российские официальные лица обвинили канадские власти в пренебрежительном отношении к исторической правде и назвали произошедшее позором.

## Другие названия
- Галицийская стрелковая дивизия СС (Galizische SS-Schützendivision) (май 1943) — название при наборе добровольцев
- добровольческая дивизия СС «Галичина» (SS-Freiwilligen-Division Galizien) (30 июня 1943 − май 1944)
- 14-я галицийская добровольческая дивизия СС (14. Galizische SS-Freiwilligen-Division) (июнь 1944 − 27 июня 1944)
- 14-я гренадерская дивизия СС (галицийская № 1) (14. Waffen-Grenadier-Division der SS (galizische Nr.1)) (27 июня − 12 ноября 1944)[107]
- 14-я гренадерская дивизия СС (украинская № 1) (14. Waffen-Grenadier-Division der SS (ukrainische Nr. 1)) (12 ноября 1944 − 25 апреля 1945)
- 14-я гренадерская дивизия СС (1-я украинская дивизия Украинской Национальной Армии) (25 апреля − 8 мая 1945)

## Командиры
- 30 июня — 20 ноября 1943 группенфюрер СС Вальтер Шимана
- 20 ноября 1943 — июль 1944 оберфюрер СС Фриц Фрейтаг
- июль — 5 сентября 1944 бригадефюрер СС Николаус Хейманн
- 5 сентября 1944 — 24 апреля 1945 бригадефюрер СС и генерал-майор Войск СС Фриц Фрейтаг
- 24 апреля — 8 мая 1945 генерал УНА Павел Шандрук

### Командиры штандартов (полков)
- Командир 29-го гренадерского штандарта Войск СС (1-го галицийского полка) штандартенфюрер CC Фридрих Дерн
- Командир 30-го гренадерского штандарта Войск СС (2-го галицийского полка) штандартенфюрер CC Ганс Отто Форштройтер
- Командиры 31-го гренадерского штандарта Войск СС (3-го галицийского полка):
  - оберштурмбаннфюрер CC Франц Бинц (1943 — июнь 1944)
  - оберштурмбаннфюрер CC Пауль Хермс (июнь 1944 — 23 сентября 1944)
  - штандартенфюрер CC Рудольф Паннир (сентябрь 1944 — 9 апреля 1945)

## Организация

### SS-Freiwilligen Division «Galizien» (июль 1943 − май 1944)
- Штаб дивизии
- 1-й добровольческий полк СС (нем. SS-Freiwilligen Regiment 1)
- 2-й добровольческий полк СС (SS-Freiwilligen Regiment 2)
- 3-й добровольческий полк СС (SS-Freiwilligen Regiment 3)
- 4-й Галицийский добровольческий полк СС (полицейский) (Galizisches SS Freiwilligen Regiment 4 (Polizei))
- 5-й Галицийский добровольческий полк СС (полицейский) (Galizisches SS Freiwilligen Regiment 5 (Polizei))
- 6-й Галицийский добровольческий полк СС (полицейский) (Galizisches SS Freiwilligen Regiment 6 (Polizei))
- 7-й Галицийский добровольческий полк СС (полицейский) (Galizisches SS Freiwilligen Regiment 7 (Polizei))
- 8-й Галицийский добровольческий полк СС (полицейский) (Galizisches SS Freiwilligen Regiment 8 (Polizei))
- артиллерийский полк СС (SS-Artillerie Regiment)
- велосипедный батальон СС (SS-Radfahr-Bataillon)
- противотанковый артиллерийский дивизион СС (SS-Panzerjäger Abteilung)
- зенитный артиллерийский дивизион СС (SS-Flak-Abteilung)
- сапёрный батальон СС (SS-Pionier-Bataillon)
- батальон связи СС (SS-Nachrichten-Abteilung)

### 14 SS-Freiwilligen Grenadier Division «Galizien» (июнь 1944)
- Штаб дивизии
- 29-й добровольческий пехотный полк СС (SS-Freiwilligen-Grenadier Regiment 29)
- 30-й добровольческий пехотный полк СС (SS-Freiwilligen-Grenadier Regiment 30)
- 31-й добровольческий пехотный полк СС (SS-Freiwilligen-Grenadier Regiment 31)
- 14-й артиллерийский полк СС (Waffen-Artillerie Regiment der SS 14)
  - I—IV дивизионы (1—12 батереи) (I-IV-Abteilung mit 1-12 batarie)
- 14-й фузилёрный батальон СС (SS-Fusilier-Bataillon 14)
- полевой запасной батальон СС (SS-Feldersatz-Bataillon)
- 14-й зенитный артиллерийский дивизион СС (SS-Freiwilligen-Flak-Abteilung 14)
- 14-й батальон связи СС (Waffen-Nachrichten-Abteilung der SS 14)
- 14-й велосипедный батальон СС (SS-Radfahr-Bataillon 14)
- 14-й сапёрный батальон СС (Waffen-Pionier-Bataillon der SS 14)
- подразделение пополнения (Nachschub-Truppen)
- административные подразделения (Verwaltungs-Truppen)
- санитарные и части обеспечения (Sanitats-und Versorgungs Truppen)

Плакат дивизии 1943 года. «Становитесь на борьбу с большевизмом в ряды Галицкой дивизии»

### 14. Waffen-Grenadier-Division der SS (galizische Nr. 1)) — до ноября 1944
- 29-й добровольческий пехотный полк СС (1-й галицийский) (Waffen-Grenadier Regiment der SS 29)
- 30-й добровольческий пехотный полк СС (2-й галицийский) (Waffen-Grenadier Regiment der SS 30)
- 31-й добровольческий пехотный полк СС (3-й галицийский) (Waffen--Grenadier Regiment der SS 31)
- 14-й добровольческий артиллерийский полк СС (Waffen-Artillerie Regiment der SS 14)
- 14-й добровольческий фузилёрный батальон СС (SS-Freiwilligen-Bataillon 14)
- 14-й добровольческий зенитный артиллерийский дивизион СС (SS-Freiwilligen-Flak-Abteilung 14)
- 14-й батальон связи СС (Waffen-Nachrichten-Abteilung der SS 14)
- 14-й велосипедный батальон СС (SS-Radfahr-Bataillon 14)
- 14-й сапёрный батальон СС (Waffen-Pionier-Bataillon der SS 14)
- 14-я добровольческая противотанковая артиллерийская рота СС (SS-Freiwilligen-Panzerjäger-Kompanie 14)
- 14-й санитарный батальон СС (SS-Sanitäts-Abteilung 14)
- 14-й запасной батальон СС (SS-Feldersatz-Bataillon 14)
- 14-я ветеринарная рота СС (SS-Veterinär-Kompanie 14)
- 14-е дивизионное подразделение пополнения СС (SS-Division-Nachschubtruppen 14)
- 14-я рота снабжения дивизии СС (SS-Versorgungs-Kompanie 14)
- 14-я полевая почта СС (SS-Feldpostamt 14)
- 14-й взвод военных корреспондентов СС (SS-Kriegsberichter-Zug 14)
- 14-й взвод полевой жандармерии СС (SS-Feldgendarmerie-Trupp 14)

## Комментарии
1. ↑  В некоторых украинских источниках встречается нарочито ошибочная расшифровка СС как Сечевые стрельцы (укр. Січові Стрільці), использовавшаяся для привлечения добровольцев из числа молодёжи[1].
2. ↑  The failure to convict those charged and the very slow progress being made in investigating and laying charges in other cases led to renewed accusations that the government lacked commitment in its pursuit of Nazi war criminals. This impression was strengthened when the Minister of Justice said that the department wanted to conclude these investigations by March 1994. — The Deschênes Commission (87-3e)